# Elección para gobernador de Dakota del Norte de 2020
La elección para gobernador de Dakota del Norte de 2020 tuvo lugar el 3 de noviembre, junto con las elecciones presidenciales y las elecciones a la Cámara de Representantes.

## Primaria republicana
| Candidatos                              | Votos   | %     |
| --------------------------------------- | ------- | ----- |
|                                         | Votos   | %     |
| Doug Burgum                             | 96,119  | 89.51 |
| Michael Coachman                        | 10,904  | 10.15 |
| Escritos                                | 356     | 0.33  |
|                                         |         |       |
| Total                                   | 107,379 | 100   |
|                                         |         |       |
| Fuente: North Dakota Secretary of State |         |       |

## Primaria demócrata
| Candidatos                              | Votos  | %     |
| --------------------------------------- | ------ | ----- |
|                                         | Votos  | %     |
| Shelley Lenz                            | 34,501 | 99.33 |
| Escritos                                | 231    | 0.67  |
|                                         |        |       |
| Total                                   | 34,732 | 100   |
|                                         |        |       |
| Fuente: North Dakota Secretary of State |        |       |

## Resultados
| Partido                                 | Partido                     | Candidato           | Votos   | %     |
| --------------------------------------- | --------------------------- | ------------------- | ------- | ----- |
|                                         | Republicano                 | Doug Burgum         | 235,479 | 65.84 |
|                                         | Demócrata-Liga No Partisana | Shelley Lenz        | 90,789  | 25.38 |
|                                         | Libertario                  | DuWayne Hendrickson | 13,853  | 3.87  |
|                                         |                             |                     |         |       |
| Total                                   | Total                       | Total               | 340,121 | 100   |
| Participación                           | Participación               | Participación       | 364,251 | 62.65 |
| Registrados                             | Registrados                 | Registrados         | 581,379 |       |
|                                         |                             |                     |         |       |
| Fuente: North Dakota Secretary of State |                             |                     |         |       |